# Eberhard Diepgen
Eberhard Diepgen (Berlino, 13 novembre 1941) è un politico tedesco.
Appartenente alla CDU, ha ricoperto la carica di sindaco di Berlino Ovest dal 1984 al 1989 (alla guida di due giunte di centro-destra con la FDP), e quindi, dal 1991 al 2001, sindaco di Berlino unificata (alla guida di tre giunte di grande coalizione con la SPD).
È il nipote del medico Paul Diepgen.